# Kolimà (riu)

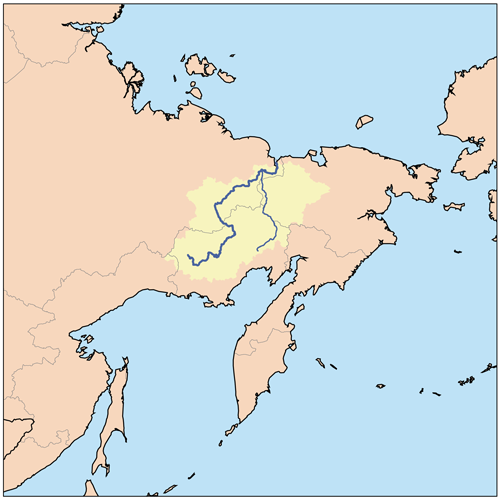
Mapa de situació

El Kolimà (iacut: Халыма; rus: Колыма́) és un riu del nord-est de Sibèria que dona nom a la regió de Kolimà. La seva conca és de 644.000 km² i el seu cabal és de 3.800 m³/s, cobreix part de la república de Sakhà, l'ókrug autònom de Txukotka i l'óblast de Magadan a Rússia.

## Curs
El Kolimà comença a la confluència del Kulu i l’Ayan-Yuryakh (Kolyma una continuació natural d'Ayan-Yuryakh). La confluència té lloc a la terra alta d'Okhotsk-Kolyma (Охотско-Колымское нагорье), que es troba dins de la conca hidrogràfica que separa la conca del Kolimà i les conques dels rius que desemboquen al mar d'Okhotsk. El Kolim flueix a través de les terres altes de Kolim aproximadament cap al sud en el seu curs superior. Sortint de les zones muntanyoses flueix aproximadament cap al nord a través de les terres baixes de Kolimà, una vasta plana esquitxada de milers de llacs, que forma part de les terres baixes de Sibèria oriental. El riu desemboca al Golf de Kolimà del mar de Sibèria Oriental, una divisió de l'oceà Àrtic.
El Kolimà té 2129 km de llarg. L'àrea de la seva conca és de 647.000 km². El Cabal hidràulic mitjà a Kolymskoye és de 3.254 m³/s, amb un màxim de 26.201 m³/s es va informar el juny de 1985 i un mínim de 30,6 m³/s l'abril de 1979.
Neix a les muntanyes del nord d'Okhotsk i Magadan, a les coordenades de 62° N, 149° E / 62°N,149°E i desemboca al golf de Kolimà (Xalıma xomoto en iacut, Kolimski Zaliv en rus) al mar de la Sibèria Oriental, una divisió de l'oceà Àrtic, a les coordenades de 69° 30′ N, 161° 30′ E / 69.500°N,161.500°E. El riu Kolimà fa 2.129 km de llarg.
El riu Kolimà queda glaçat fins a uns quants metres de fondària una mitjana de 250 dies l'any i resta lliure de gel de principi de juny fins a octubre.

### Afluents
Els principals afluents del Kolimà són, de la font a la desembocadura:
- Ayan-Yuryakh (esquerra)
- Kulu (dreta)
- Tenka (dreta)
- Buyunda (dreta)
- Bakhapcha (dreta)
- Seymchan (esquerra)
- Balygychan (dreta)
- Sugoy (dreta)
- Korkodon (dreta)
  - Bulun
- Popovka (esquerra)
- Yasachnaya (esquerra)
- Zyryanka (esquerra)
- Debin (esquerra)
- Taskan (esquerra)
- Ozhogina (esquerra)
- Sededema (esquerra)
- Beryozovka (dreta)
- Omolon (dreta)
  - Oloy
- Anyuy (dreta)
  - Bolshoy Anyuy
  - Maly Anyuy

|

### Illes
En els últims 75 km del tram, el Kolimà es divideix en dues grans branques. Hi ha moltes illes a la desembocadura del Kolimà abans de trobar-se amb el mar de Sibèria oriental. Les principals són:
- Mikhalkino (69° 24′ 58″ N, 161° 15′ 18″ E / 69.416°N,161.255°E) és l'illa més gran, es troba a l'oest de la branca oriental de Kolimà, l'anabranca Kamennaya Kolimà. Aquesta illa es divideix en illes més petites al seu extrem nord. Té 24 km de llarg i 6 km d'amplada. Mikhalkino també és coneguda com "Illa Glavsevmorput" després de la Direcció General de la Ruta del Mar del Nord. Sukharnyy, o Sukhornyy, es troba a 3 quilòmetres de les costes nord-est de Mikhalkino. Té 11 quilòmetres de llarg i uns 5 quilòmetres d'amplada. Al nord-est de Sukhornyy es troba un grup d'illes petites conegudes com a illes Morskiye Sotki. Piat' Pal'tsev es troba a 5 km al sud-est de l'extrem sud de Sukhornyy. Té una longitud de 5 km i una amplada màxima d'1,8 km. L'illa Nazarovsky 69.533°N 161.086°E es troba al costat occidental de la branca occidental del Kolimà, el Prot. Pokhodskaya Kolyma, en una zona on hi ha moltes illes petites. Té 4,5 quilòmetres de llarg i 1,3 km d'amplada. L'illa Shtormovoy 69.666°N 161.031°E es troba a la costa, a uns 10 km al nord de l'illa Nazarovsky. Shtormovoy és l'illa més al nord de les Boques del Kolimà. Té 4,3 km de llargada i 1,5 km d'amplada.

### Navegació
El riu està cobert de gel d'octubre a juny, període durant el qual el mar Àrtic també es congela sovint. El curs del riu glaçat es converteix aleshores en el principal eix viari de la regió. Quan les aigües estan obertes, 2.000 km del riu es poden utilitzar per al trànsit de mercaderies amb vaixell.

### Paisatge i vegetació
El Kolimà està vorejat a la major part del seu curs per taigà que es transforma prop de la costa en tundra. En aquesta regió, la zona habitada més freda de la terra, el permafrost i la poca quantitat d'aigua del sòl no permeten el creixement dels arbres: és el regne de les molses, líquens, arbustos i falgueres.

## Assentaments
Els assentaments al riu Kolimà inclouen (llistats aigües avall) Sinegorie, Debin, Ust-Srednekan, Seimtxan, Zyryanka, Srednekolimsk i Chersky.

## Construccions

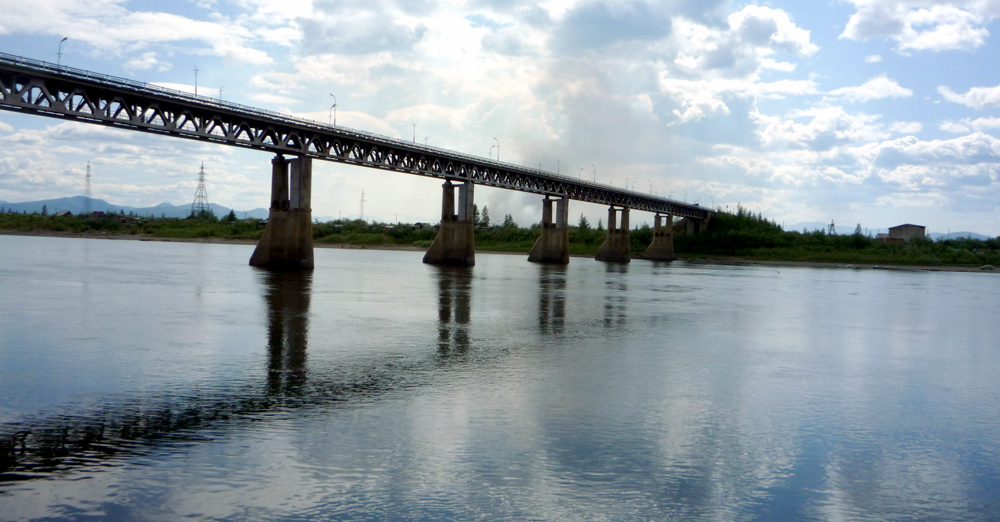
Antic pont sobre el Kolimà abans del seu desmantellament a Debin.

L’estació hidroelèctrica de Kolimà és una central hidroelèctrica a Sinegorie, aigües avall de l’embassament de Kolimà a la part alta del riu. La planta va ser iniciada als anys 80 per Kolyma Gestroi i tant la planta com la ciutat de Sinegorye es van construir sota la supervisió de l'enginyer en cap Oleg Kogadovski. La ciutat incloïa una piscina de mida olímpica, un camp de rifles subterrani i moltes comoditats absents a la majoria de les altres petites ciutats russes. Kogadovski va dir que per atreure i emprar bons talents en un lloc tan remot, la ciutat havia de ser excepcional. La presa proporciona la major part de l'electricitat a la regió, inclosa Magadan. La presa de Kolimà és una presa de terra d'uns 45 m d'alçada. Els tubs de circulació d'aire porten l'aire fred de l'hivern al nucli de la presa, on la terra congelada estabilitza l'estructura. Kolyma Ges es va dir que era la presa més gran mai construïda en una regió de permagel. El 1992 es va construir una nova central hidroelèctrica a Ust-Srednekan, la Central Hidroelèctrica d'Ust-Srednekan. Els boscos de làrix netejats per a l'embassament es tallaven a l'hivern quan els troncs es congelaven i es trencaven fàcilment. La fusta es venia com a polpa.
Només hi ha uns quants ponts sobre el riu, com ara Ust-Srednekan, Sinegorie i Debin (que porta la carretera de Kolimà).

## Història
El 1640 Dimitry Zyryan (també anomenat Yarilo o Yerilo) va anar per terra a Indiguirka. El 1641 va navegar per l'Indiguirka, va anar cap a l'est i va pujar per l'Alazeia. Aquí van sentir parlar dels Kolimà i van conèixer els txuktxis per primera vegada. El 1643 va tornar a l'Indigirka, va enviar el seu yasak (homenatge) a Iakutsk i va tornar a l'Alazeia. El 1645 va tornar a la Lena on va conèixer un partit i va saber que havia estat nomenat prikazchik (administrador de la terra) de la Kolimà. Va tornar a l'est i va morir a principis de 1646. A l'hivern de 1641-1642, Mikhail Stadukhin, acompanyat de Semyon Dezhnyov, va anar per terra cap a l'Indiguirka superior. Va passar l'hivern següent allà, va construir vaixells i va navegar per l'Indigirka i cap a l'est fins a l'Alazeya, on es va trobar amb Zyryan. Zyryan i Dezhnyov es van quedar a l'Alazeya, mentre que Stadukhin es va dirigir a l'est, arribant al Kolimà l'estiu de 1644. Van construir una zimovye (cabana d'hivern), probablement a Srednekolimsk, i van tornar a Yakutsk a finals de 1645.
El 1892–94, el baró Eduard Von Toll va dur a terme estudis geològics a la conca del Kolimà (entre altres rius siberians de l'Extrem Orient) en nom de l'Acadèmia Russa de Ciències (Barr, 1980). Durant un any i dos dies l'expedició va recórrer 25.000 km, dels quals 4.200 km estaven amunt dels rius, realitzant prospeccions geodèsiques en ruta.
El 1892-1894 Eduard Von Toll va fer investigacions geològiques a la zona.
El Kolimà és conegut pels seus camps de treball de Gulag i la mineria d'or, ambdós àmpliament documentats des que es van obrir els arxius soviètics de l'època de Ióssif Stalin. El riu dona títol a una famosa antologia sobre la vida als campaments de Gulag de Varlam Xalàmov, The Kolyma Tales. Aquests camps, creats als anys trenta per explotar l'or que abundava a la regió, eren autèntics camps d'extermini en els quals, segons diverses estimacions, més d'un milió de detinguts, víctimes tant del fred extrem com dels maltractaments. Els detinguts van ser essencialment víctimes de les purgues de Stalin, a les quals es van afegir durant la Segona Guerra Mundial presoners de guerra de diverses nacionalitats. Els camps es van desmantellar gradualment després de la mort de Stalin el 1953.
Després del tancament dels camps, les subvencions estatals, les indústries locals i la comunicació es van reduir gairebé a res. Molta gent ha emigrat, però els que romanen a la zona es viuen de la pesca i la caça. Als petits assentaments pesquers, de vegades s'emmagatzemen els peixos en coves tallades en Permagel. Els últims nord-americans que van visitar el Kolimà durant l'època soviètica, abans de la perestroika, van ser la tripulació de la goleta Nanuk l'agost de 1929, la visita de la qual va ser captada en una pel·lícula captada per la filla de 18 anys del propietari de Nanuk, Marion Swenson. Els dos primers nord-americans que van visitar el Kolimà després de la visita dels Nanuk van ser l'escriptor Wallace Kaufman i la periodista Rebecca Clay, que van viatjar amb cutter de Ziryanka a Green Cape l'agost de 1991. Kaufman i la seva filla Sylvan i la CPA Letty Collins Magdanz també van viatjar a part del Kolyma l'agoKolimàst de 1992, els primers visitants nord-americans des del col·lapse de la Unió Soviètica. Ambdós viatges van ser organitzats pel Centre Científic i Industrial del Nord-est: Ecocenter per provar una ruta d'ecoturisme que va resultar poc pràctica. Al febrer de 2012, les Actes de l'Acadèmia Nacional de Ciències van informar que els científics havien cultivat plantes a partir de fruites Silene stenophylla de 30.000 anys, que es van emmagatzemar en caus d'esquirols a prop de les ribes del riu Kolimà i conservades en permagel.

## Hidrologia
El Kolimà té un règim de neu a les terres baixes com tots els rius que desemboquen a l'oceà Àrtic. El riu experimenta un augment sobtat del nivell de l'aigua al juny quan la neu es fon i un període de baixa aigua a l'hivern.